# Finnsnes
Finnsnes er administrationsbyen i Senja kommune i Troms og Finnmark fylke i Norge. Finnsnes er regionssenter for Midt-Troms. Stedet har bystatus fra 1. januar 2000, og ligger delvis vestvendt mod Gisundet og Finnsnesrenna, og delvis sydvendt mod Finnfjorden. Byen er forbundet med byen Silsand på Senja-siden med den 1.147 meter lange Gisundbroen. Byen Finnsnes har 	4.754 indbyggere (2019), men når man snakker om byen medregner man ofte byen Silsand som har 1.563 indbyggere.

## Finnsnes i dag
Byen har haft en kraftig vækst de senere år og manglen på centrale grunde har ført til øget bygning af lejligheder og boligblokke de sidste 5 år.
Også nye erhvervsbygninger er kommet til i løbet af de sidste 10-15 år, deriblandt kulturhuset, med biograf (1995), Statens hus og Kvistad indkøbscenter. 20. oktober 2005 åbnede indkøbscenteret Amfi Finnsnes som i dag har 45 butikker, inklusiv spisesteder.
I tilknytning til kulturhuset ligger Lenvik rådhus (1977). Finnsnes kirke er fra 1979.
Byen har haft lægecenter (nu Distriktsmedicinsk Center) siden 1980. Finnsnes har også studiecenter med højskoletilbud. Lokalavisen Troms Folkeblad har hjemme i Finnsnes . Også hovedkontoret til AS TIRB (Troms Innland Rutebil) holder til her. TIRB driver i dag blandt andet transportselskabet Cominor, som betjener størstedelen af busruterne i Troms, Ofoten og Nordre Salten.
Fodboldholdet Finnsnes IL spiller i 2. division for herrer, og kampene spilles på Finnsnes stadion.
I 2006 åbnede den nye Finnsnes trafikterminal ved Lundkaia, med af- og påstigningsrampe til hurtigbådene, ventesal, kafé/kiosk og opbevaringsbokse.
Midt i byen ligger Finnsnesvannet, omkranset af byens park. Både rådhuset og kirke, samt Arvid Hanssens plads ligger ved parken.

## Trafik
Finnsnes har hurtigbådsforbindelse til Tromsø og Harstad. Hurtigruten har også anløb her. Nærmeste flyveplads er Bardufoss lufthavn i nabokommunen Målselv, ca. 45 minutters kørsel fra Finnsnes. Flyvepladsen trafikeres flere gange daglig af Norwegian og SAS, med afgange til Oslo-Gardermoen og Bodø.

## Bydele
Det er naturlig at inddele byen i seks geografiske dele, Finnfjordbotn, Skogen/Sandvika, Centrum, Nygård, Trollvik og Silsand (Disse områder indgår i byerne Finnsnes og Silsand).
Længst mod øst, inderst i Finnfjorden ligger Finnfjordbotn, hvor kommunens største videregående skole, Senja videregående skole, ligger. Skogen/Sandvika ligger langs nordsiden af Finnfjorden mellem centrum og Finnfjordbotn. I Sandviklia i Sandvika er der alpinanlæg. Centrum består af området omkring selve Finnsnesodden og bakkerne ovenfor. Nygård ligger nordvest for centrum. Det er fra Nygård Gisundbroen går over til Senja. Nord for Nygård ligger den langstrakte Trollvika. Silsand er den eneste bydel på Senjasiden. Stedet er et lille samfunn for sig selv, med egne skoler, forretninger og egen postbutik.
Andre boligområder med central beliggenhed er Finnfjord, Aspelund, Laukhella, Vika og Grasmyr, samt Solli i Tranøy og Hemmingsjord og Langhågen i Sørreisa.